# Ка-50
Камов Ka-50 „Черна акула“ (на руски: Чёрная акула, обозначение на НАТО: Hokum A) е едноместен съветски и руски боен вертолет с отличителна съосна роторна система.
Разработен е от конструкторското бюро Камов и е предназначен за поразяване на бронетанкова и механизирана техника, въздушни цели и пехота. Създаден е през 1980-те години и е приет на въоръжение в Руската армия през 1995 г. Произвежда се от компанията „Прогрес“ в Арсениев.
В края на 1990-те години Камов заедно с израелската компания Israel Aerospace Industries разработват двуместен вариант, Камов Ка-50-2 „Ердоган“, за да участват в конкурса за турски боен хеликоптер. Камов е създал и друг двуместен вариант, Камов Ка-52 „Алигатор“ (Руски: Аллигатор, НАТО обозначение: Hokum B).
По време на военни учения „Запад-2017“ хеликоптер стреля по наблюдатели.